# Gassin
Gassin este o comună franceză, situată în golful Saint-Tropez, departamentul Var, în regiunea Provence-Alpes-Côte d'Azur.
Populat cel puțin din perioada Neoliticului, teritoriul se află inițial sub influența masaliană, apoi sub dominația romană, care a lăsat urmele mai multor vile rustice. Satul este construit pe un pinten stâncos după alungarea sarazinilor, pentru a scăpa de insecuritatea de pe malul mării. Acesta se dezvoltă puțin în secolele următoare, păstrându-și caracterul rural tipic bazinului mediteranean, cu culturile dominante de măslini, grâu și viță de vie. În secolul al XIX-lea, industria dopurilor de plută și sericicultura schimbă puțin economia locală. Instalarea unei fabrici de torpile la începutul secolului al XX-lea influențează durabil Golful Saint-Tropez, fabrica angajând până la peste o mie de persoane.
Comună rurală care își păstrează caracterul viticol și silvic, Gassin vede economia sa influențată tot mai mult, începând cu sfârșitul secolului al XIX-lea, de turism. Inițial, autoritățile locale manifestă puțin interes pentru acest sector, ceea ce a dus, printre altele, la separarea a două cartiere importante care au devenit comune independente: Cavalaire și La Croix. În secolul XXI, Gassin găzduiește numeroase unități, în principal de lux, legate de turism, inclusiv un club de polo călare și un teren de golf, și dezvoltă o ofertă specifică marcată de natură, numeroase activități și turism viticol.
Gassin este protejat prin mai multe reglementări: două clasificări ca situri protejate și două ZNIEFF, și se află în aria de habitat a țestoasei Hermann. De asemenea, comuna dispune de un patrimoniu rural valorificat. Conservarea sa într-o zonă fragilă a permis includerea satului în lista celor mai Frumoase sate din Franța în 1994, an marcat și de crearea noului sat. Trecerea multor artiști prin această zonă și filmările legate de popularitatea comunei vecine Saint-Tropez au generat numeroase creații artistice având ca temă satul.

## Geografie
Gassin se învecinează cu Saint-Tropez, cele două sate fiind la o distanță de 8,2 km unul de celălalt. Gassin se află la 36,7 km de Fréjus, 46,7 km de Draguignan, 65 km de Toulon, 113 km de Nisa și 130 km de Marsilia.

### Localizate
Comuna este situată pe litoralul sud-estic al departamentului Var, în centrul peninsulei Saint-Tropez, în masivul Maures, un lanț muntos care se întinde de la Hyères până la Fréjus.

### Comune limitrofe
| Cogolin         | Golful Saint-Tropez | Saint-Tropez |
| Cogolin         |                     | Ramatuelle   |
| La Croix-Valmer | La Croix-Valmer     | Ramatuelle   |

### Geologie și relief
Suprafața comunei este de 2.474 hectare. În trecut, comuna avea o extindere mai mare spre nord, incluzând teritoriul unde se află acum portul și zona Marines de Cogolin; acest teritoriu maritim a fost cedat comunei în secolul al XIX-lea. În secolul următor, comuna a pierdut două sectoare care au devenit comune independente: Cavalaire (în 1929) și La Croix (în 1934). La acea vreme, comuna avea o suprafață de 64 km².
Altitudinea variază între 0 și 324 de metri. Satul principal este situat la o altitudine de 201 metri, iar punctul cel mai înalt, 324 de metri, se află la Barri de Gassin, la nord de morile de vânt Paillas.

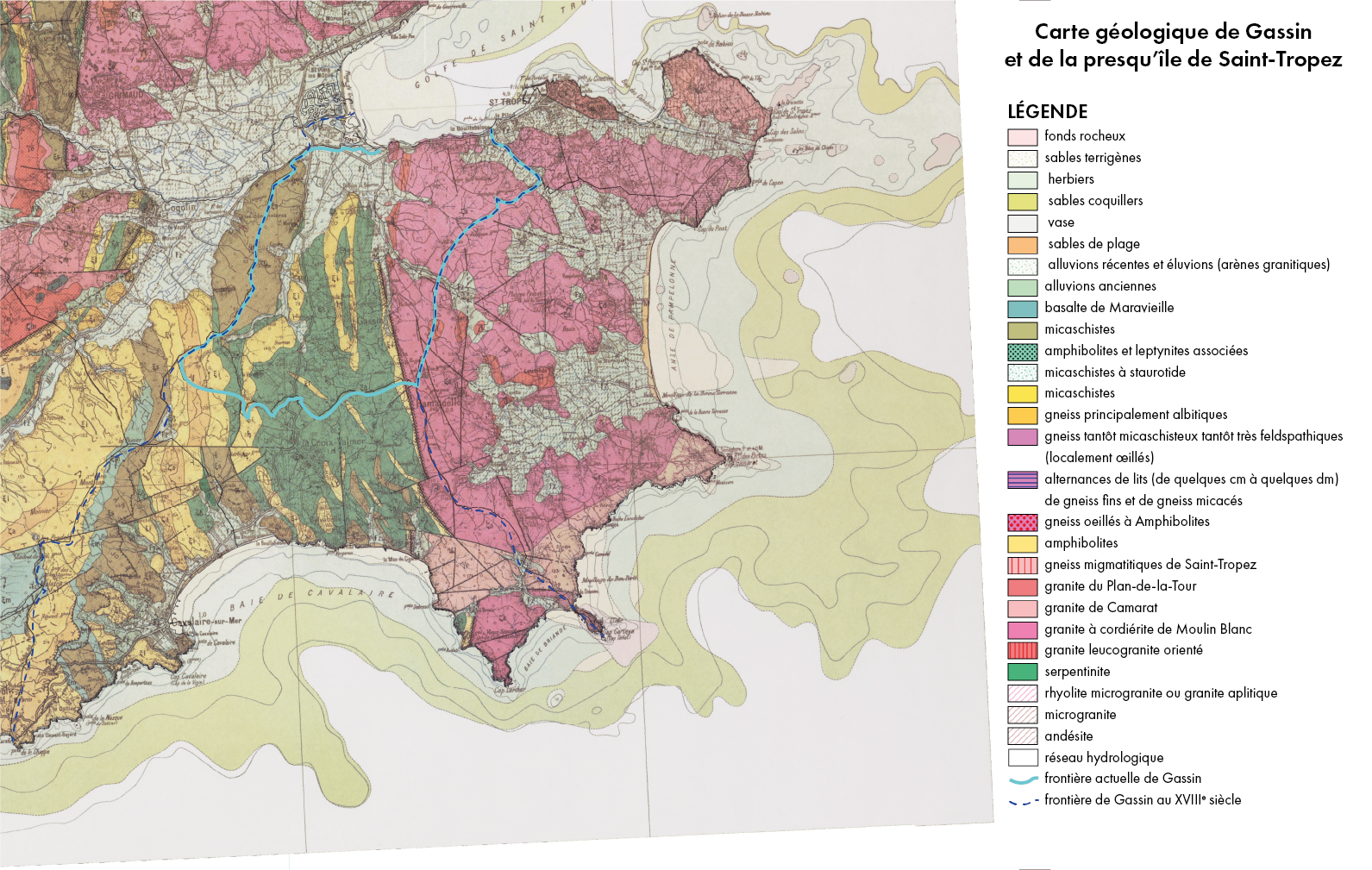
Harta geologică a comunei Gassin și a peninsulei Saint-Tropez

Golful dominat de Gassin prezintă funduri stâncoase peste care se găsesc nisipuri terigene. Acestea sunt alimentate de cursurile de apă care drenează rocile granitice și gnaisice din nordul golfului, aducând nisipuri și roci gnaisice în fundul golfului. Aceste aporturi de nisip formează un cordon litoral care baricadează fundul golfului și plaja submersă asociată. Iarba de mare posidonie se instalează în apropierea țărmului, pe funduri slab nisipoase. Mai departe, spre larg, se găsesc nisipuri de scoici, la adâncimi cuprinse între -40 și -60 de metri. Acestea sunt formate în principal din resturi calcaroase. Mai departe spre larg și la adâncimi mai mari apare mâlul gri-albăstrui.
Pe uscat, formațiunile recente au permis prezența plajelor de nisip. Există grohotiș de mică grosime. Văile din nordul comunei sunt formate din aluviuni recente și eluvii compuse, în general, din nisipuri micacee mai mult sau mai puțin argiloase, cu straturi de pietriș.
Terenurile mai vechi sunt formate din micașisturi, amfibolite și leptinite asociate, iar alterarea acestora dă naștere unui sol ocru remarcabil. Leptinitele de origine vulcanică, compuse din cuarț și albit, și-au păstrat uneori structurile gabrice în aflorimentele din sudul Gassinului. Mase de serpentină, mai recente, ies la suprafață printre amfibolite, în special în fostele cătune din Gassin, Vieux Saunier și La Carade.
În Peninsula, micășisturile sunt în mare parte cristalizate în muscovit, biotit și minerale, în general microscopice (granat și turmalină), și ies foarte puțin la suprafață. Gnaisurile pot fi împărțite în trei grupuri:
- cele mai răspândite, uneori cu structură de micașist, alteori feldspatice, brune, puțin diferite de micașisturi;
- gnaisurile asociate cu strate și amigdale de pegmatite;
- gnaisurile fine care alternează cu micașisturi mai mult sau mai puțin feldspatice;
- gnaisurile „ochi” (embréchite);
- gnaisurile migmatitice din Saint-Tropez.

Printre celelalte roci prezente se numără:
- Amfibolitele, roci foarte întunecate;
- Granitele cu cordierit;
- Granitele din Camarat;
- Granitele leucocrate (leucogranite orientate), întâlnite în special în cartierele Minuty și Bertaud.

Există, de asemenea, enclave dioritice formate din roci mezocrate până la melanocrate.
Există filoane de cuarț, pegmatit, microgranit, microdiorit și filoane bazice.

Orogeneza majoră a zonei datează din perioada hercinică. Ansamblul cristalofilian al golfului Saint-Tropez este împărțit în două de falia Grimaud, care separă teritoriul comunei Gassin pe un ax nord-sud, la nivelul drumului de la Berle.
- La vest, se găsesc micășisturi și amfibolite.
- La est, se află migmatite și granite.

Vârsta stratigrafică a sectorului vestic este anterioară Stéfanianului, posibil din Paleozoicul inferior sau Precambrianul terminal. Metamorfoza micășisturilor a avut loc în perioada hercinică. În sectorul estic, tectonica ductilă este responsabilă pentru plisarea șisturilor cristaline.
Falia Grimaud s-a produs târziu, în timpul orogenezei varisice. Masivul nu a mai evoluat semnificativ începând cu perioada Triasicului.

### Hidrografie și ape subterane
Comuna este traversată de fluviul costier Bélieu, cu o lungime de 4,8 km, precum și de afluentul său, Bourrian (numit în trecut râul Gassinière), lung de 8,9 km, împreună cu subafluenții săi: pârâul Escaled și pârâul Vernatelle.
La est, pârâul Bouillabaisse, cunoscut și sub numele de Les Marres, formează granița între Gassin și Saint-Tropez, până la plaja omonimă, împărțită între cele două comune.
Cadastrele sau hărțile vechi menționează alte cursuri de apă:
- pârâul Rouillère, confundat adesea cu Bélieu;
- Peynié, afluent al Bourrianului.

Val de Bois, cunoscut și sub numele de ravinul Patapan, este un alt curs de apă ce traversează Gassin și care este afluent al Bélieu. Pârâul Valescure își are izvorul în Barri de Gassin, apoi trece imediat pe teritoriul comunei La Croix-Valmer și se varsă în Marea Mediterană, la sud, în timp ce Bélieu și Bourrian se varsă la nord, în golf.

## Clima
În 2010, clima comunei este de tip mediteranean autentic, conform unui studiu realizat de Centrului Național de Cercetare Științifică (CNRS) , bazat pe o serie de date care acoperă perioada 1971-2000. În 2020, Météo-France publică o tipologie a climatului din Franța metropolitană, conform căreia comuna este expusă unui climat mediteranean și se află în regiunea climatică Var, Alpes-Maritimes, caracterizată prin precipitații abundente toamna și iarna (250-300 mm toamna), o insolație foarte bună vara (fracție de insolație > 75%), ierni blânde (8 °C) și puțină ceață.
Pentru perioada 1971-2000, temperatura anuală medie este de 15,1 °C, cu o amplitudine termică anuală de 14,5 °C. Cumulul anual mediu de precipitații este de 847 mm, cu 6,8 zile de precipitații în ianuarie și 1,4 zile în iulie. Pentru perioada 1991-2020, temperatura medie anuală observată la stația meteorologică Météo-France cea mai apropiată, situată în comuna Cogolin la 5 km distanță, este de 11,8 °C, iar cumulul anual mediu de precipitații este de 735,8 mm.
Parametrii climatici ai comunei au fost estimați pentru mijlocul secolului (2041-2070) conform diferitelor scenarii de emisie de gaze cu efect de seră, bazate pe noile proiecții climatice de referință DRIAS-2020. Aceștia pot fi consultați pe un site dedicat publicat de Météo-France în noiembrie 2022.

## Urbanism

### Tipologie
La 1 ianuarie 2024, Gassin este clasificată drept comună rurală cu habitat dispersat, conform noii grile comunale de densitate în șapte niveluri, definită de INSEE (Institutul Național de Statistică și Studii Economice) în 2022. Ea face parte din unitatea urbană Saint-Tropez, o aglomerație intra-departamentală care cuprinde trei comune, dintre care este orașul-centru. În plus, comuna face parte din zona metropolitană a orașului Saint-Tropez, din care este o comună de coroană. Această zonă, care cuprinde 3 comune, este clasificată în zonele cu mai puțin de 50.000 de locuitori.
Comuna, situată pe malul Mării Mediterane, este, de asemenea, o comună litorală în sensul legii din 3 ianuarie 1986, cunoscută sub numele de legea litoralului. Dispoziții urbanistice specifice se aplică aici pentru a proteja spațiile naturale, siturile, peisajele și echilibrul ecologic al litoralului, cum ar fi, de exemplu, principiul interdicției de construire în afara zonelor urbanizate pe fâșia litorală de 100 de metri sau mai mult, dacă planul local de urbanism prevede acest lucru.

### Utilizarea terenurilor
Ocupația terenurilor în comună, conform bazei de date europene privind ocuparea biogeofizică a solurilor Corine Land Cover (CLC), este caracterizată de predominanța pădurilor și a mediilor semi-naturale (46,9 % în 2018), deși în scădere față de 1990 (53,7 %). Repartizarea detaliată în 2018 este următoarea: păduri (46,9 %), culturi permanente (20,2 %), zone agricole eterogene (13,5 %), zone urbanizate (11,5 %), spații verzi artificializate, neagricole (5,9 %), zone industriale sau comerciale și rețele de comunicații (2 %).

### Căi de comunicație și transport

#### Acces rutier
Intersecția de la Foux face ca Gassin să fie un punct important de tranzit în zona golfului, adesea supraaglomerat, în special pe direcția către Saint-Tropez. Accesul rutier (drumurile departamentale RD 98, RD 559, RD 61 și drumul Moulins de Paillas) reprezintă singura modalitate de a ajunge în comună, care nu dispune nici de cale ferată, nici de infrastructură portuară. Zona este frecvent afectată de ambuteiaje în timpul orelor de vârf și mai ales vara, în special marțea, când are loc piața săptămânală la Saint-Tropez.
Comuna este accesibilă cu mașina prin autostrada A8 (E 80), urmând ieșirea 36 „Draguignan-Le Muy-Saint-Tropez”, apoi drumul departamental RD 25 până la Sainte-Maxime și RD 559, sau prin autostrada A57, cu ieșirea 13 „Le Cannet-des-Maures”, urmată de drumul departamental RD 558 până la Grimaud, apoi RD 61 până la intersecția de la Foux.
Drumul departamental RD 559, care traversează Gassin, permite accesul de-a lungul țărmului mării, către vest, spre Toulon-La Valette-du-Var, și către est, spre Saint-Raphaël, Cannes, Nisa și Monaco.

#### Acces maritim
Mai multe pontoane de-a lungul litoralului comunei permit acostarea bărcilor de agrement, în special în canalul Treizain, destinat navelor cu motor și echipamentelor înmatriculate. Gassin dispune de două zone de ancorare sub autorizație de ocupare temporară (AOT): zonele „Gassin” și „Bertaud”, aflate sub gestionarea direcției departamentale a teritoriilor și mării.
Porturile cele mai apropiate pentru agrement sunt cele din Cogolin (învecinate cu Marines de Gassin), Port Grimaud și Saint-Tropez, situate la mai puțin de 10 km de centrul satului pe cale rutieră. Pentru liniile comerciale, cele mai apropiate porturi sunt Toulon (65 km), Port Lympia din Nisa (114 km) și marele port maritim din Marsilia (136 km).

#### Transport aerian
Aeroporturile cele mai apropiate sunt: Aeroportul La Môle – Saint-Tropez (12 km), Aeroportul Toulon–Hyères (46 km), Aeroportul Cannes – Mandelieu (79 km) și Aeroportul Nisa Coasta de Azur (97 km).

#### Transport feroviar
Teritoriul comunei a fost deservit de cale ferată timp de peste cincizeci de ani. Linia de coastă a Varului, parte a rețelei Chemins de fer de Provence, a contribuit la scoaterea din izolare a comunei Gassin și a întregii peninsule. Comuna găzduia cinci gări: Cavalaire, Pardigon, La Croix, Gassin și La Foux. O gară a fost construită la poalele satului, într-un cartier care a păstrat acest nume. Alte trei gări existau în cătunele La Croix și Cavalaire. Desființarea acestor linii la sfârșitul anilor 1940 a dus la creșterea traficului rutier, care rămâne una dintre principalele dificultăți ale Golfului.
De asemenea, un tramvai lega intersecția de la Foux de Saint-Tropez, traversând în mare parte teritoriul comunei Gassin, cu mai multe stații: La Foux, Bertaud, Oustalet deï Pescadous, Château-Martin, Malleribes și La Bouillabaisse.
De atunci, gara Saint-Raphaël-Valescure, deservită de TGV și TER Provence-Alpes-Côte d’Azur, situată la 39 km pe cale rutieră, este cea mai apropiată. Oferta este completată la nord de gara Les Arcs-Draguignan (TGV, Intercités de nuit și TER Provence-Alpes-Côte d’Azur), situată la 42 km nord, și de gara din Hyères, la 48 km vest (TGV și TER Provence-Alpes-Côte d’Azur).

#### Riscuri naturale și tehnologice
Planul de prevenire a riscurilor identifică patru riscuri principale în Gassin: incendiu de pădure, inundații, alunecări de teren și risc seismic (nivel 2). Între 1983 și 2021, comuna a fost afectată în mod regulat de inundații și scurgeri de noroi, ceea ce a condus la emiterea de către guvern a zece hotărâri de recunoaștere a stării de dezastru natural.

## Toponimie
Originea numelui Gassin face obiectul mai multor interpretări.
Toponimistul Charles Rostaing respinge ipoteza unei origini latine Guardia Sinus (paznicul golfului), argumentând, printre altele, că până la mijlocul secolului al XVIII-lea, Gassin se numea Garcin. El propune o origine pre-indo-europeană, cu un nume format din rădăcinile kar (piatră ridicată) și sen (deal, construit pe o stâncă), care ar fi dat forma Garcin. Gassin ar împărtăși aceeași origine etimologică cu La Crau, Cassis și Podișul Karst.
În teza sa despre toponimele din Freinet, Élisabeth Sauze menționează posibilitatea ca numele să fie de origine germanică, clasificând totodată Gassin printre toponimele de origine nedeterminată.
Se presupune că comuna a preluat numele Guardia Sinus după instalarea unui post de observație pe înălțimile localității. Locuitorii ar fi abandonat atunci locul original de așezare, Borianum (astăzi Le Bourrian), pentru a se aduna în jurul acestui post de observație. Numele Le Bourrian derivă din castrum Borriani, ultimul cuvânt fiind format din patronimul Burrus și sufixul latin -i-anum.
Multe dintre denumirile cartierelor provin din limba provensală. Numele cartierului Bagueirède derivă din baguié, care înseamnă oleandru. Alte denumiri sunt cuvinte provensale, având uneori mai degrabă legătură cu un patronim decât cu sensul propriu al cuvântului: Baou este un cuvânt provensal ce desemnează o colină, un promontoriu stâncos adesea încununat de o suprafață plată; Vernatelle se referă la o zăvoaie de arini; Cambon desemnează o câmpie cultivată; Carteyron înseamnă un sfert de livră; grafionier este termenul provensal pentru cireșul amar; Roucas dou Casteous evocă stânca castelului.
Cartierul Pimpinnon își datorează numele pinului umbrelă, cunoscut și sub numele de pin pignon. Numele La Foux amintește de abundența de apă din acest cartier, care era odinioară mlăștinos. Tras Barri se afla dincolo de zidurile de apărare.

## Istorie

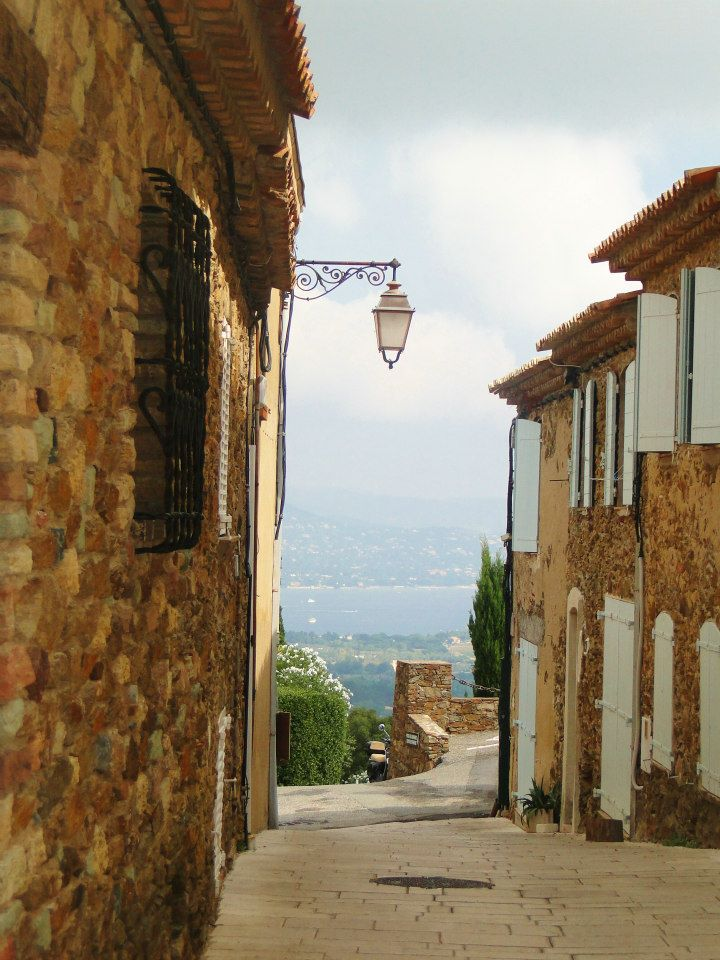
Capătul străzii Longue cu vedere spre nord către golful Saint-Tropez.

### Populații celto-ligure romanizate
Urmele de locuire umană (silex) indică faptul că zona a fost locuită încă din Neolitic. Regiunea era populată inițial de triburi ligure, care s-au amestecat cu celții. Istoricul și geograful grec Strabon îi numește Celtoligi, menționând că autorii antici îi desemnau ca Salluvii. Plinius cel Bătrân, în Naturalis Historia, menționează ca populații din această zonă Camulliques și Sueltères.
Un tumul este identificat în cartierul Le Bourrian.

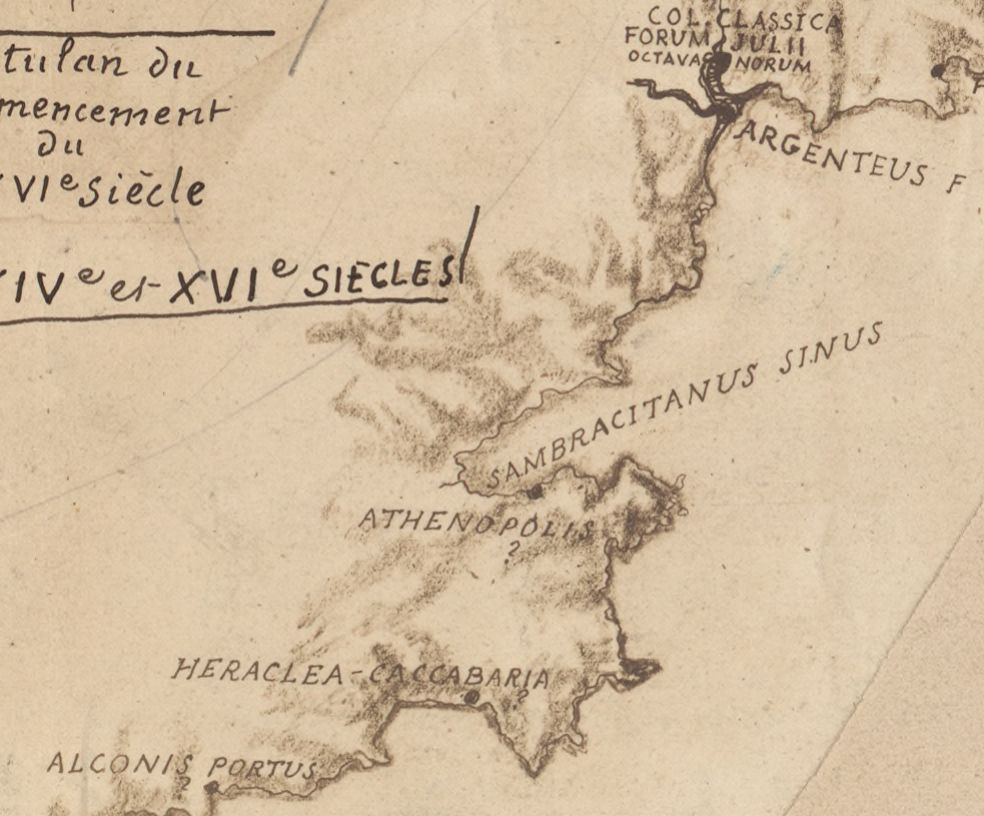
Una dintre posibilele localizări ale Athenopolis apare pe Harta comparată a coastelor Mediteranei. Galia narbonneză romană, realizată de Ernest Desjardins în jurul mijlocului secolului al XIX-lea.

Celto-ligurii au lăsat urme ale unui oppidum în Barri de Gassin / Castellas, precum și la Monjean, în prezent situat în Cavalaire-sur-Mer. Teritoriul a fost influențat de prezența grecilor, așa cum o atestă existența cetății dispărute Heraclia Caccabaria și diverse vestigii. După întemeierea orașului Massalia, grecii au fondat de asemenea comptoare comerciale în regiune. Unul dintre acestea, Athénopolis, menționat de Plinius cel Bătrân și Pomponius Mela, este situat în mod obișnuit în golful Saint-Tropez, între localitățile actuale Cavalaire și Cogolin.
Teritoriul Gassin a trecut sub dominație romană în timpul cuceririi Galiei. Legiunile romane au pacificat zona; toate indiciile sugerează că populațiile locale nu au participat la răscoala împotriva autorității Romei în anul 52 î.Hr. Salluvii luptaseră între anii 125 și 121 î.Hr. într-un război îndelungat împotriva romanilor, chemați în ajutor de marseillezi. Peninsula a fost inclusă în provincia romană numită Gallia Transalpina, ulterior Gallia Romana și Gallia Narbonensis.
În timpul reorganizării administrative realizate în jurul anului 300 de Dioclețian, regiunea Gassin a fost integrată în Narbonensis Secunda, având capitala la Aquae Sextiae (actualul Aix-en-Provence). Itinerarium Antonini menționează Sinus Sambracitano, identificat cu actualul golf Saint-Tropez. Pliniu cel Bătrân menționează existența cetății Heraclia Caccabaria și a unei alte așezări, Samblacis. Niciuna dintre ele nu apare însă pe Tabula Peutingeriana.
Vestigii ale unei așezări antice au fost descoperite în cartierul Ville Vieille (menționat ca Villam Veterem în 1403). Aproape de această zonă, la La Croix și Cavalaire, care aparțineau odinioară de Gassin, se află domenii agricole cunoscute sub numele de villae romane de Pardigon. Au fost descoperite diverse obiecte, inclusiv monede, datând din perioada locuirii celto-ligure și romane. Descoperirea unei inscripții a permis identificarea unei divinități celtice venerate în acea perioadă, Lausco sau Lauscus.

### Invaziile și construcția fortului medieval

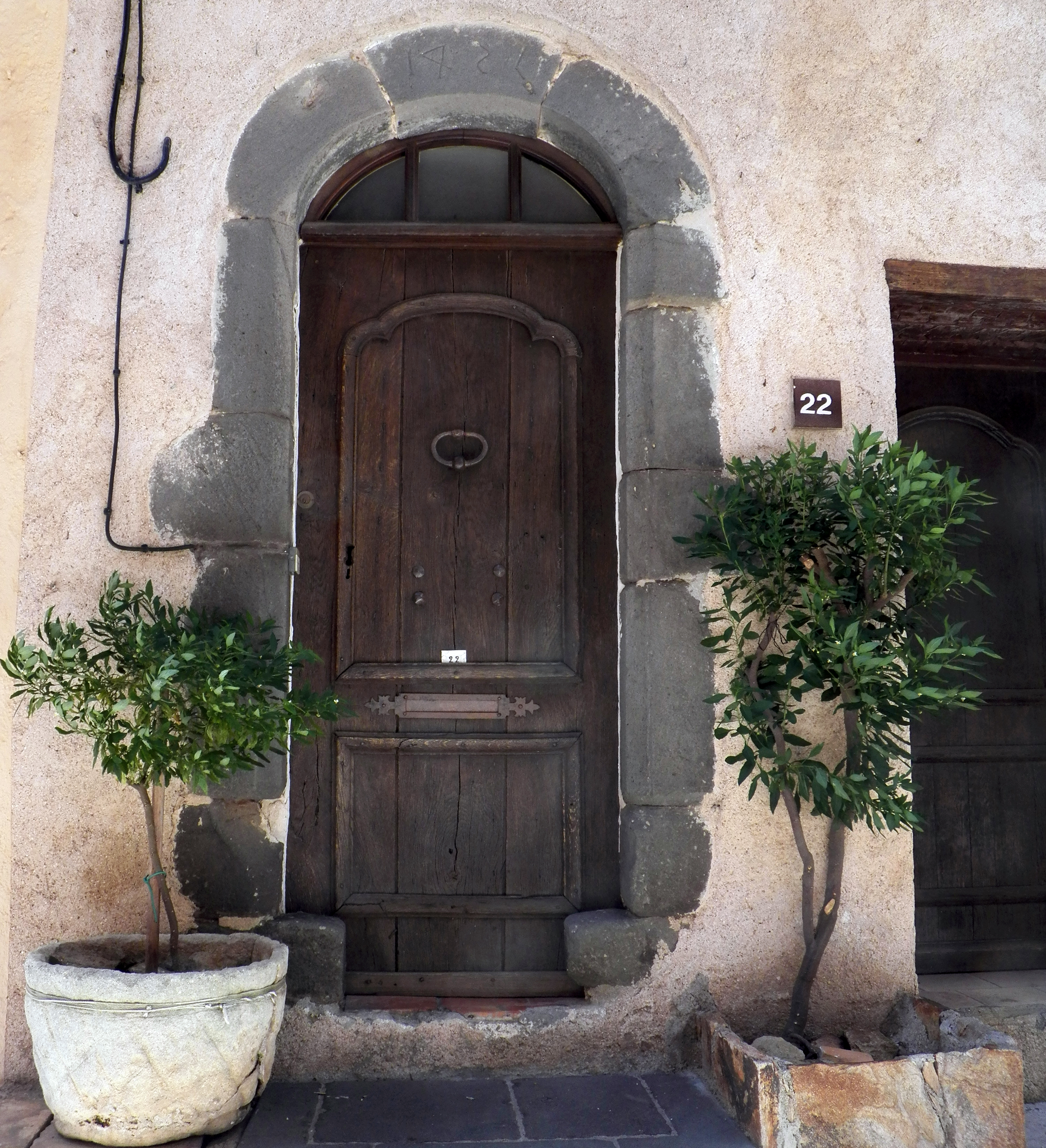
Poartă veche din Gassin, al cărei lintou poartă data 1422.

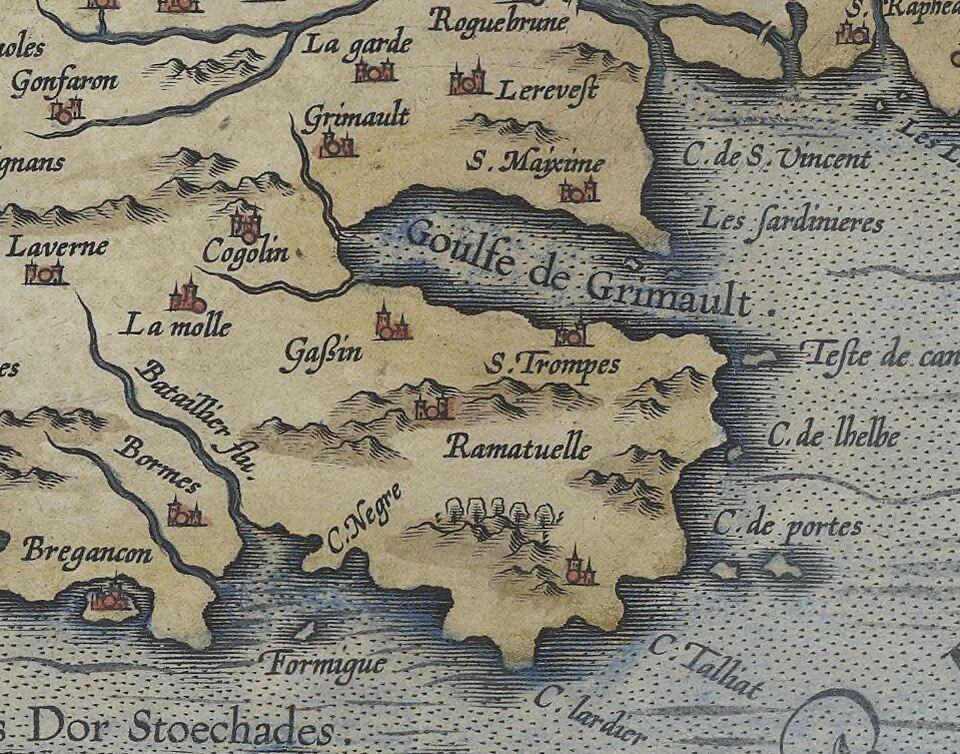
Gassin este indicat pe o hartă a Provencei realizată în 1594 de Pierre-Jean Bompar pentru Theatrum Orbis Terrarum.

Marile invazii care au însoțit căderea Imperiului Roman nu par să fi afectat semnificativ peninsula Gassin, aceasta beneficiind de protecția naturală oferită de masivul Maures.
Coastele Golfului, care nu beneficiau pe atunci de protecția unei flote sau a unui sistem de supraveghere, au permis incursiunile piraților, ceea ce a dus la ruinarea așezărilor de pe litoral. Acesta a fost cazul localităților Alconis, Saint-Tropez și Samblacis. Cronicarul Frédégaire leagă acest eveniment de revolta lui Mauront de Marseille, aliat cu Yusuf ibn 'Abd al-Rahman al-Fihri, împotriva lui Carol Martel.
Teritoriul a fost afectat de prezența sarazinilor. Potrivit cronicarului Liutprand de Cremona, douăzeci de luptători veniți din Andaluzia au pătruns în peninsulă și au stabilit acolo o tabără, Fraxinet. După invazia Spaniei în 711, au fost organizate raiduri în Provence, cum ar fi cel din 728 împotriva insulelor Lérins, în 838 la Marsilia, sau în 842 și 869 la Arles, și chiar mai departe: la Toulouse în 721, Nisa în 813 sau Genova în 935.
Ocupația musulmană a Fraxinet a durat câteva decenii, până în secolul al X-lea. Identificat de obicei cu La Garde-Freinet, centrul nevralgic al combatanților andaluzi este situat, potrivit lui Philippe Sénac, mai aproape de litoral și, prin urmare, de Gassin, în peninsulă. De aici, aceștia organizau atacuri în întreaga Provence, ajungând până în Piemont și Elveția. Mai mulți autori, precum Emmanuel Davin, localizează tabăra maurilor la Gassin.
Unul dintre caizii care a condus grupul de combatanți a fost Nasr ibn-Ahmad, ofițer al califului Abd ar-Rahman al III-lea.
După răpirea lui Mayeul, abatele de Cluny, a fost organizată o expediție. Ofensiva condusă de Guillaume I de Provence și Ardouin, conte de Torino, a pus capăt acestei prezențe între 972 și 975, în urma unei lupte decisive la Bătălia de la Tourtour. Cu această ocazie, Gibelin de Grimaldi a obținut pământurile din Grimaud și împrejurimi, inclusiv Gassin.
Teritoriul, prin locul său principal de ocupare de atunci, actualul cartier Le Bourrian (Borrianum), este menționat în cartularul abației Saint-Victor de Marseille în secolul al XI-lea. Nu se face referire la niciun loc numit Gassin, Garcin sau derivatele acestora.
În cartular figurează doar nume care ar putea fi asociate cu Gassin: Arnulfus de Garcino, Aicardus de Garcin, Gaufridi de Garci și Guilelmus Garcinus. Într-o chartă din 1083 emisă de contele de Provence Bertrand II, este menționat un Petrus Garcinus; în 1097, Garcino; iar într-o altă chartă datată 1100, un burgo Garcini. Numele Gassin apare în forma sa veche în Statutele bailliei de Fréjus, din 1235.
Așezarea s-a concentrat în jurul capelei Notre-Dame-de-la-Compassion. Deși există un loc numit Passage des Templiers în satul modern, denumirea acestuia datează doar din secolul al XX-lea, iar nimic nu indică existența unui așezământ al acestui ordin. Unii autori din trecut au presupus că turnul pătrat al bisericii din sat, situată pe vârful dealului ce domină golful Saint-Tropez, a fost o vigie templieră.
Satul s-a mutat în locul actual. Așezările dispersate, frecvente în perioada antichității, au devenit rare din cauza lungilor perioade de nesiguranță. Satul actual păstrează numeroase urme ale acestui trecut, inclusiv zidurile de apărare și locuințele din vechiul fort. Porte des Sarrasins marchează intrarea în acest sector.
Expulzarea sarazinilor nu a pus capăt nesiguranței, care a persistat timp de mai multe secole. Raziile provocau victime în rândul populației locale, iar mulți dintre locuitori erau reduși la sclavie. Răpirile deveniseră o sursă de venit pentru pirați, care permiteau uneori răscumpărarea captivilor. Mai multe familii din Gassin au fost astfel reunite, după captivitate ce uneori dura ani de zile în Africa de Nord. Acesta este și cazul unuia dintre frații Magnan, răpiți și deținuți la Bône.
Sarazinii nu au fost singura amenințare. În 1394, satul a fost atacat de oameni din La Garde-Freinet. Gassin a fost jefuit și depopulat.

### Separarea de Saint-Tropez
La sfârșitul Evului Mediu, Saint-Tropez a fost desprins din stăpânirea seniorială a Gassin. Un act de refondare, realizat în 1470 de Jean Cossa, a permis orașului să se dezvolte începând cu secolul al XVI-lea. Această inițiativă avea drept scop, în special, crearea unor noi oportunități economice pentru valorificarea produselor rezultate din exploatarea pădurilor și a viilor.

### Seniorii din Gassin
După expulzarea sarazinilor, seniorii din Grimaud au stăpânit teritoriul Gassin. În jurul anului 1240, François și Reignier de Grimaldi și-au divizat domeniul în diferite fiefuri secundare: Grimaud, La Garde-Freinet, Cogolin, La Môle, Gassin, Ramatuelle, Saint-Tropez, Bastida (Sainte-Maxime), Les Garcinières la Cogolin și Bertaud la Gassin. Familia Grimaldi și-a păstrat diverse drepturi asupra acestor pământuri, inclusiv omagiul din partea seniorilor locali sau jurisdicția supremă.
În 1361, curia communis (consiliul comunal) era compusă din șase co-seniori, dintre care cinci erau reprezentați local prin intermediul unor baile (administrații locale sau reprezentanți ai seniorilor).
Pe 10 iulie 1645, François de Castellane, senior și baron de Saint-Jeurs și Gassin, a achiziționat baronia Grimaud. Familia Castellane a păstrat această baronie până la Revoluția Franceză.

### Satul în epoca modernă

Evoluția urbană a satului Gassin prin cadastrul din 1516 până în prezent.

Cadastrul din 1516 prezintă un sat fortificat construit în jurul unei singure străzi (actuala rue de la Tasco), care includea, printre altele, un castel și o biserică, fiind înconjurat de un faubourg (cartier periferic). Această configurație reflectă structura defensivă tipică a așezărilor medievale, orientată spre protecție și organizată în jurul elementelor centrale ale comunității.
Castelul a lăsat apoi loc bisericii, finalizată în 1578, unui bazin și unui nume: strada Fortului. Bazinul avea o importanță capitală pentru aprovizionarea cu apă pe acest vârf stâncos.
Primăria ocupă locul care îi aparține și astăzi. Incinta fortificată se extindea până la fostul târg de altădată. Satul a continuat să crească, apărând pe planul cadastral din 1728, cu spitalul situat la nord și forja la sud. Incinta fortificată avea atunci două intrări: una la nord, prin Poarta Nouă, și cealaltă la vest, prin Poarta Mare.
În timpul teribilei ciume din 1720, care a devastat Provence, Gassin și golful Saint-Tropez au fost cruțați. Autoritățile civile și militare au implementat numeroase măsuri, inclusiv reactivarea celor 127 de articole cu măsuri detaliate emise în 1629 de parlamentul din Aix. S-au instituit măsuri terestre, cum ar fi barierele, posturile de pază și birourile de sănătate. Gassin a trebuit să se izoleze și să controleze intrările în sat și în cătune. S-a constituit o gardă civică pentru a controla accesul prin punctele de intrare autorizate, iar celelalte au fost închise. S-a creat o zonă de carantină și o infirmerie. Persoanelor care primeau dreptul de a pleca li se eliberau bilete de sănătate.
La Saint-Tropez, s-a instituit o gardă pe drumul spre Bertaud. Gassin a contribuit la formarea unei miliții însărcinate cu blocarea unei linii între La Ciotat și Vinon, de la Marea Mediterană până la cheile Verdonului. Comuna a pus la dispoziție 2 oameni pentru 10 zile, echipați de comunitate cu „cămași, saboți, ciorapi și pălării”. Posturi de supraveghere terestră au fost instalate pentru a monitoriza mișcările pe mare, câteva fiind situate pe litoralul gassinez, la cap Lardier și cap Cavalaire. Supravegherea s-a realizat și de pe nave aflate pe mare, la care Gassin a contribuit financiar.
Acest episod a afectat grav teritoriul din cauza măsurilor impuse, atât în viața cotidiană, cât și din punct de vedere financiar.
Kilometrii de coastă, la nord-est în golful Saint-Tropez și la sud-vest între Cavalaire și capul Lardier, necesită supraveghere. Nicolas-François Milet de Monville, director al fortificațiilor din Provence, notează într-un memoriu că zona de coastă spre Cavalaire permite doar ancorarea unor ambarcațiuni mici, și doar pe timp de vară. În 1752, o baterie cu patru tunuri protejează această zonă. Spre capul Lardier, inaccesibilitatea coastei face inutilă orice protecție la acea vreme. Cetatea din Saint-Tropez asigură protecția intrării în golf.
În secolul al XIX-lea, târgul castral aproape că și-a atins configurația actuală.
Comuna a cunoscut o creștere semnificativă a populației între 1821 și 1856 (de la 491 la 833 de locuitori). Satul avea două cuptoare, două mori de ulei (alte cinci se aflau în restul comunei) și șapte fabrici de dopuri (cu o a opta situată în afara satului). A urmat o a doua fază de expansiune demografică, care nu a fost oprită nici de război, populația crescând de la 899 de locuitori în 1896 la 2.314, treizeci de ani mai târziu.
Habitatul dispersat este mai semnificativ aici decât în satele vecine, atingând 69% conform recensământului cadastral din 1841 (10% la Saint-Tropez, 13% la Cogolin și 45% la Grimaud, de exemplu), cifre explicate prin întinderea teritoriului său de atunci. Economia se baza pe sectorul agricol în proporție de 80%.

### Insurecția din 1851
Departamentul Var este unul dintre cele care au manifestat o opoziție notabilă față de lovitura de stat din 1851. În special, regiunea Maures a furnizat numeroși insurgenți mișcării. Conduși de Antonin Campdoras, oameni înarmați au plecat din Saint-Tropez spre Gassin. Aceștia au furat armele Gărzilor Naționale: 40 de puști, 10 săbii și 2 kilograme de gloanțe. Trupele și-au continuat drumul pentru a se alătura unei alte coloane. Câțiva locuitori din Gassin s-au alăturat insurgenților. Doisprezece locuitori sau familiile acestora au beneficiat de pensii în conformitate cu legile de reparație din 30 iulie 1881 și 7 august 1882.

### Expansiunea turismului costier și reducerea teritoriului

Evoluția teritoriului comunei Gassin, de la cea mai mare extindere a sa în secolul al XVIII-lea până în prezent, a fost marcată de cedarea litoralului către Cogolin și de separarea a două sectoare care au devenit comune: Cavalaire și La Croix..

Dezvoltarea Gassin-ului a fost influențată profund de turism începând cu a doua jumătate a secolului al XIX-lea. Un grup de artiști a contribuit la faima părții celei mai sălbatice a coastei gassineze: pictori (Théophile Poilpot, Jules Chéret, Abel Faivre), muzicieni (Francis Thomé), scriitori (Victorien Sardou, Robert d’Humière), arhitecți (Henri-Paul Nénot), actori (Ernest Coquelin) și jurnaliști (Adolphe Brisson, Yvonne Sarcey).
Sfârșitul secolului al XIX-lea marchează dezvoltarea, în special, a turismului de iarnă pe Coasta de Azur. Alături de Nisa și Hyères, peninsula Saint-Tropez devine o destinație apreciată de populațiile înstărite din Franța și Europa.
Turismul provoacă o ruptură între societatea tradițională rurală, pe de o parte, și noile unități urbane care cresc rapid. Spre deosebire de satul Gassin, cătunele sale de pe litoral, Cavalaire și La Croix, se dezvoltă rapid datorită turismului. Sectorul agricol, foarte puternic în Gassin, este concurat de sectorul terțiar în cele două cătune. La La Croix, deja există mai puțini angajați în agricultură decât în servicii și administrație. Cele două cătune se disting, de asemenea, prin proporția locuitorilor născuți în afara comunei Gassin: 65% în Gassin și 82% în La Croix, în anul 1926.
Comuna beneficiază de efectele economice ale turismului și încearcă să se adapteze acestuia. Printr-o deliberare din 16 martie 1913, comuna solicită să fie clasificată ca stațiune climatică. Deși condițiile geografice și meteorologice sunt apreciate, comisia însărcinată cu evaluarea dosarului consideră că slaba calitate a condițiilor igienice este un obstacol major. În schimb, raportorul laudă calitățile cătunelor Cavalaire și La Croix.
Locuitorii se mobilizează pentru a cere independența, denunțând în special utilizarea greșită a impozitelor, lipsa de voință a consiliului municipal și opoziția dintre cele două entități. După patru ani de tensiuni și negocieri, Cavalaire este ridicată la rang de comună pe 5 august 1929.
În aceleași condiții, cătunul La Croix s-a separat de Gassin pe 6 aprilie 1934.
Gassin pierde atunci 650, apoi 2.000 de hectare, mai mult de două treimi din locuitori, și rămâne fără zone deosebit de turistice, precum golful Cavalaire și o parte din zona celor Trei Capuri.
Această pierdere se adaugă la cedarea unei largi fâșii de litoral către Cogolin, realizată anterior. O solicitare a primăriei din Saint-Tropez pentru a prelua o parte din teritoriul comunei Gassin a eșuat la mijlocul secolului al XIX-lea.

### Sosirea căii ferate
Dezvoltarea turismului a fost facilitată de sosirea trenului la sfârșitul secolului al XIX-lea în golful Saint-Tropez. Sfârșitul izolării acestui teritoriu a fost marcat de punerea în exploatare a liniei de cale ferată între La Foux și Hyères, în 1890. Acest tronson permitea conectarea Hyères de Saint-Raphaël prin linii situate în principal de-a lungul litoralului. Având o lungime de 54 de kilometri, linia includea patru opriri pe teritoriul comunei Gassin: trei stații și o haltă, la Cavalaire, La Croix (cu o simplă haltă), Gassin și La Foux.

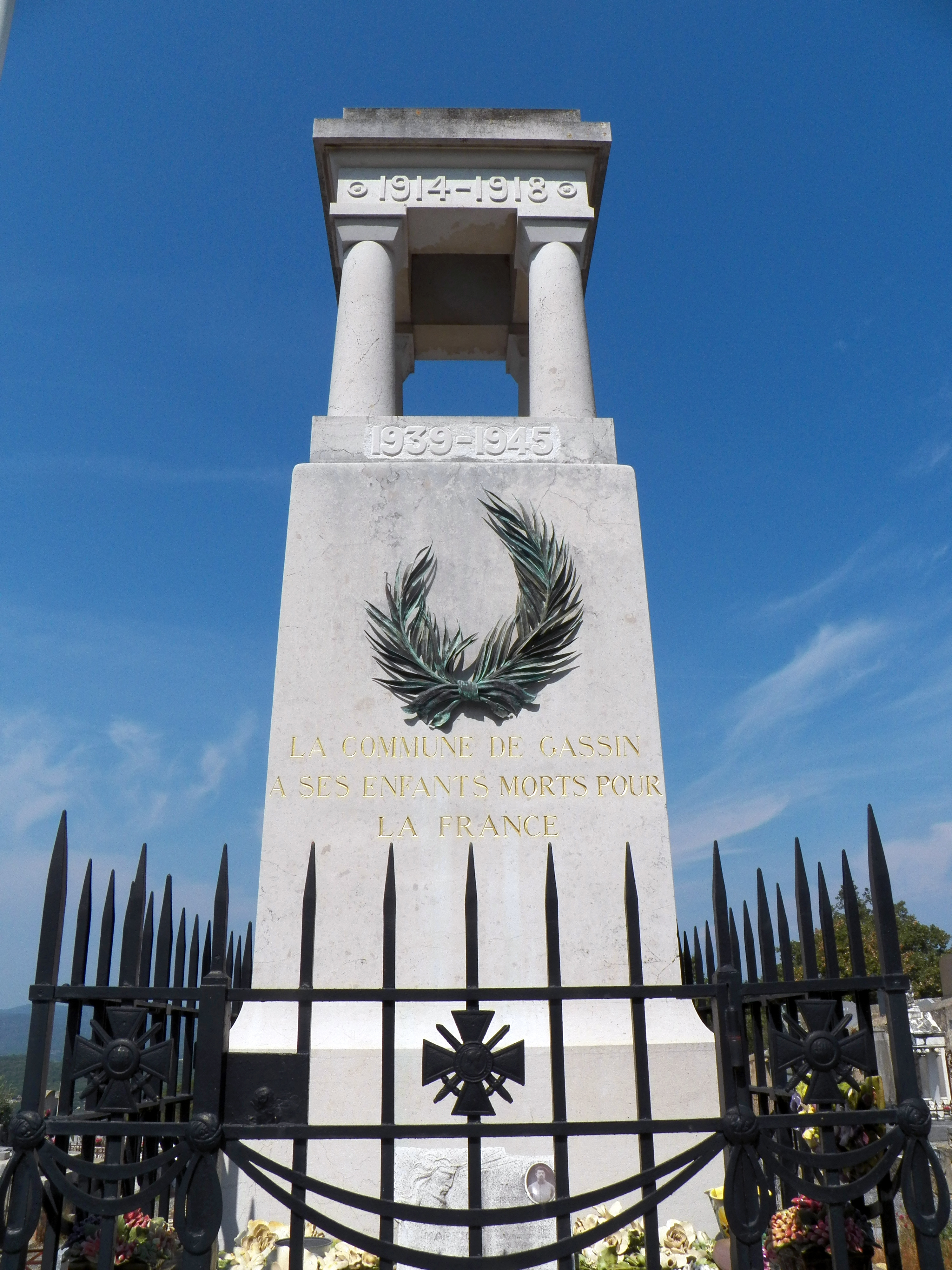
Monumentul dedicat eroilor căzuți din Gassin, situat în cimitirul comunei

### Primul Război Mondial
Primul Război Mondial a costat viața a 35 de soldați dintre cei 189 de nativi sau rezidenți ai Gassin-ului mobilizați. Mulți dintre aceștia au făcut parte din al 15-lea corp de armată, care a fost subiectul unor articole defăimătoare în august 1914, scrise de doi senatori, Auguste Gervais și Georges Clemenceau. Aceștia au preluat criticile generalului Joseph Joffre și ale lui Adolphe Messimy, ministru al Războiului, fost absolvent al Saint-Cyr, devenit jurnalist și ulterior om politic în cadrul Partidului Republican, Radical și Radical-Socialist, un parcurs similar celui al prietenului său Auguste Gervais. Această controversă a marcat profund și pe termen lung regiunea Provence.
În august 2016, primăria din Gassin a decis să denumească trei piețe în onoarea celor trei soldați din Gassin, membri ai Corpului XV, care au murit în luna august 1914: Louis Collomp, Charles Giordano și Léon Martel.
Inaugurarea plăcilor cu denumirile străzilor a avut loc pe 17 septembrie 2016, cu ocazia Zilelor Patrimoniului.

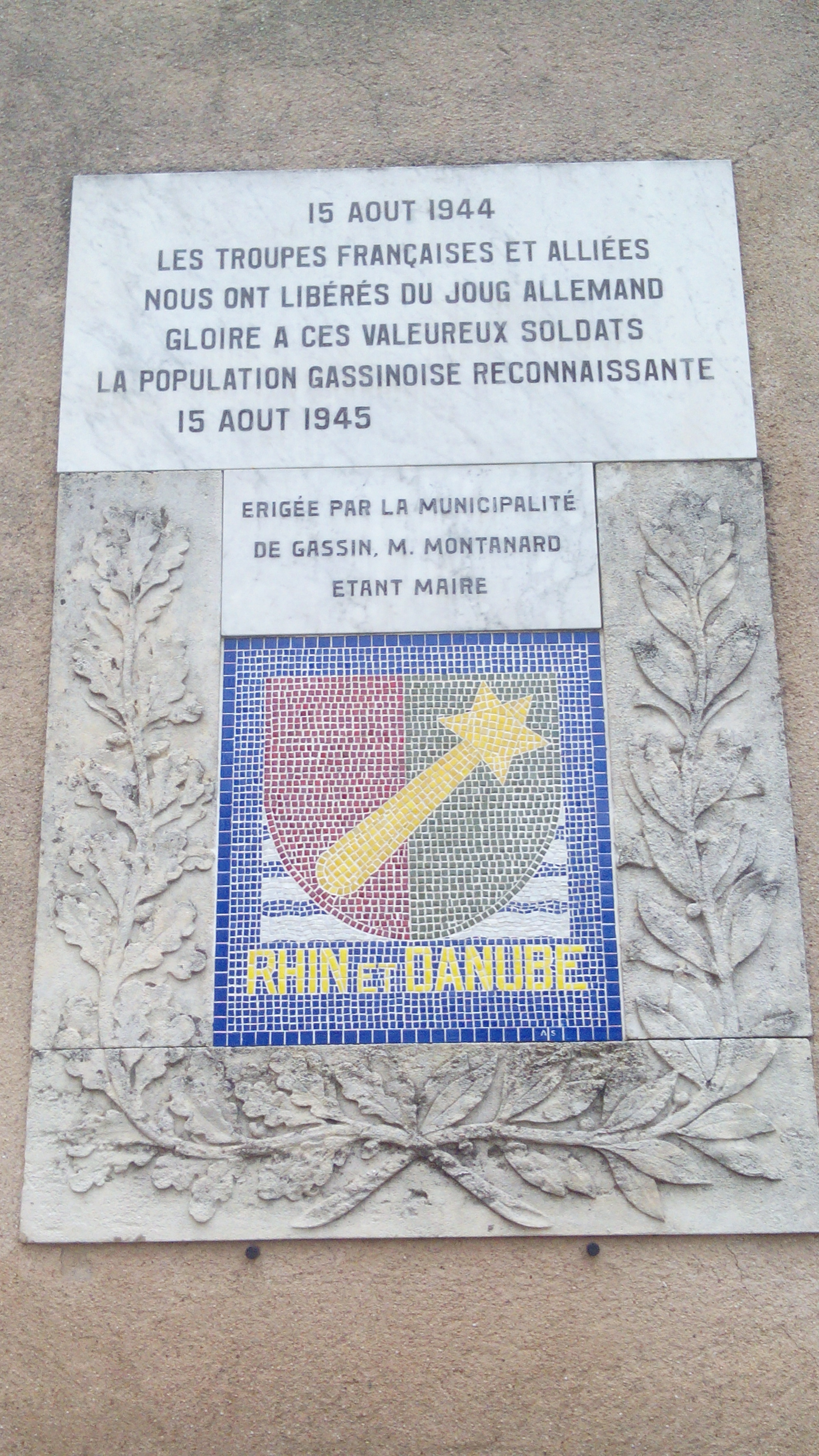
Placă comemorativă a Eliberării

### Al Doilea Război Mondial

#### Ocupația
În timpul Ocupației, mareșalul Erwin Rommel, venit să inspecteze fortificațiile din această zonă, a fost găzduit la hotelul Rustic din sat. Liniile de apărare germane nu au reușit să împiedice debarcarea din Provence din august 1944, deși plajele din Gassin nu au fost folosite de aliați. Un buncăr german a fost ținta unui bombardament intens în timpul debarcării, afectând și ferma din apropiere.

#### Rezistența
Un grup de partizani se organizează în cartierul Barbeyrolles, pe un domeniu aparținând unui britanic. Cei care refuză serviciul de muncă obligatorie se adună acolo, așteptând să fie transportați în altă parte. Grupul de partizani este desființat de germani.

### Dezvoltarea satului
Comuna este membră a Sindicatului comunelor de pe litoralul departamentului Var pentru protecția, amenajarea și valorificarea Coastei de Azur (zona departamentului Var).
Începând cu anii 1980, municipalitatea a dezvoltat o politică de promovare și primire turistică. Au fost realizate lucrări importante de amenajare: pavarea străzilor, amenajarea intrării în sat, instalarea unei mese de orientare, crearea unui teren de golf, a unui club de polo etc.
Extinderea satului, realizată între 1989 și 1998 de François Spoerry — arhitectul care a conceput Port Grimaud — și asistentul său Xavier Bohl, a primit premiul european de arhitectură Philippe-Rotthier. François Spoerry este, de asemenea, autorul proiectului inițial al terenului de golf din Gassin, care a fost modificat sub presiunea mai multor asociații și în urma numeroaselor contestații.
Aceste politici sunt recompensate cu un premiu Marianne de Aur în 1995.

## Populația și societatea

### Date demografice
În anul 1315, satul găzduia 188 gospodării. În 1471, documentele menționează în aglomerație 14 gospodării contribuabile.
În jurul anului 1716, populația era estimată la 301 locuitori, scăzând la aproximativ 273 în 1765. Densitatea era de 4,3 locuitori pe kilometru pătrat; Gassin era, de departe, comuna cu cea mai mică populație din golf-ul Saint-Tropez în acea perioadă.
Evoluția numărului de locuitori este cunoscută prin recensămintele populației efectuate în comuna respectivă începând din 1793. Pentru comunele cu mai puțin de 10 000 de locuitori, un recensământ al întregii populații este realizat la fiecare cinci ani, populațiile legale pentru anii intermediari fiind estimate prin interpolare sau extrapolare.
În 2021, comuna număra 2655 locuitori, în creștere cu +3,07 % față de 2015 (Var: +4,45 %, Franța fără Mayotte: +1,84%).
| An        | 1793 | 1821 | 1841 | 1856 | 1876 | 1886 | 1901 | 1921 | 1936 | 1962 | 1982 | 2006 | 2014 | 2021 |
| --------- | ---- | ---- | ---- | ---- | ---- | ---- | ---- | ---- | ---- | ---- | ---- | ---- | ---- | ---- |
| Populație | 400  | 491  | 695  | 833  | 804  | 884  | 1236 | 1755 | 567  | 804  | 2017 | 2859 | 2658 | 2655 |

## Cultură locală și patrimoniu

### Locuri și monumente
Comuna nu include niciun monument înscris în inventarul monumentelor istorice, dar are 31 de locuri și monumente înscrise în inventarul general al patrimoniului cultural. În plus, deține 10 obiecte enumerate în inventarul monumentelor istorice.
Cele zece obiecte enumerate în inventarul monumentelor istorice se află în biserica parohială Notre-Dame-de-l’Assomption:
- Tablou din secolul al XIX-lea reprezentând „Fericita Marguerite-Marie Alacoque”[108];
- Statuie a Fecioarei cu Pruncul, datată din secolele al XVII-lea și al XVIII-lea[109];
- Statuie a Fecioarei, datată din secolul al XVIII-lea[110];
- Bust-relicvar al Sfântului Laurențiu, datat din secolul al XVII-lea[111];
- Tablou: „Sfântul Francisc de Sales între Sfântul Ludovic de Gonzaga, Sfântul Sebastian și Sfânta Lucia”, datat din secolul al XVIII-lea[112];
- Tablou: „Fecioara Rozariului cu Sfântul Dominic, Sfânta Ecaterina de Siena și Sfânta Lucia”, datat din secolul al XVI-lea[113]. Acest Dar al Rozariului (1587) este atribuit lui Coriolano Malagavazzo de către Patrick Varrot[114][115];
- Tablou: „Fecioara cu Pruncul între Sfântul Ioan Botezătorul și Sfântul Laurențiu”, datat din secolul al XVI-lea[116];
- Clopot, datat din secolul al XVIII-lea[117];
- Cristelniță, datată din secolul al XVI-lea[118];
- Statue a lui Hristos, datată din secolul al XVI-lea[119].

Inventarul general al patrimoniului cultural

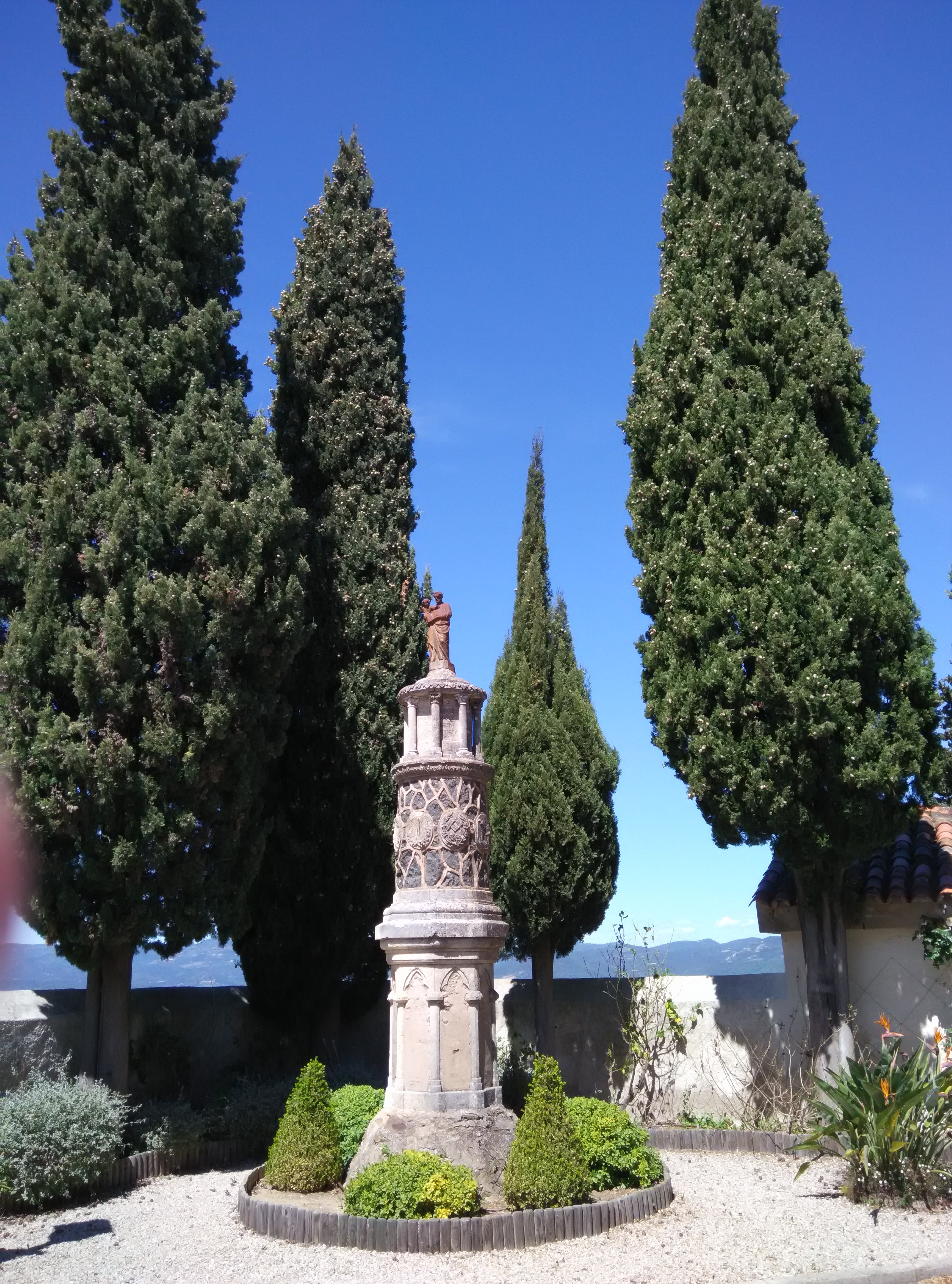
Monument dedicat Sfântului Iosif la Gassin.

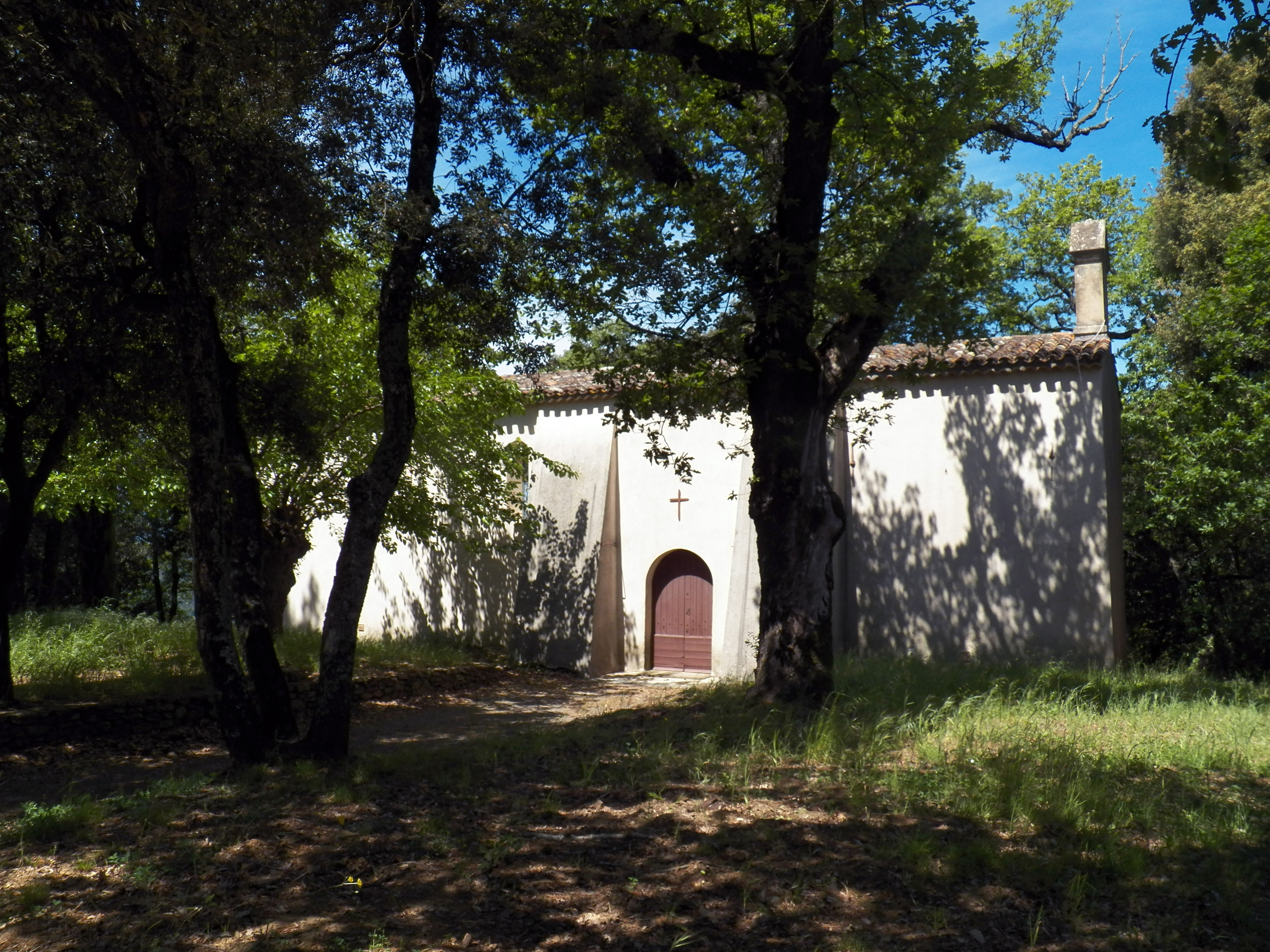
Capela Notre-Dame-de-la-Consolation din Gassin.

- Oratoriul Sfântului Iosif[120].
- Cimitirul[121] a fost construit începând cu anul 1881, la intrarea de nord a satului. Anterior, Gassin avea două cimitire: unul situat lângă biserica Notre-Dame-de-l’Assomption, iar celălalt lângă capela Saint-Sébastien.
- Monumentul dedicat Sfântului Iosif[122], ridicat în 1876 pe un stâncă, se afla pe atunci izolat în mijlocul garrigii, iar motivele construirii sale nu sunt cunoscute. Monumentul poartă numele a 16 persoane, posibil donatorii care au contribuit la realizarea sa. Cincisprezece ani mai târziu, cimitirul a fost creat în imediata apropiere a monumentului[91][123].
- Casa achiziționată de comună în 1996 la Caruby, care găzduiește centrul de recreere și locuințe de serviciu[124].
- Primăria-școală[125], a fost construită deasupra cuptorului comunal în anul 1584.
- Casa domeniului Manouyie[126].
- Presbiteriul[127], datat din secolul al XVII-lea, găzduiește astăzi comunitatea braziliană Doce Mãe de Deus.
- Casa achiziționată de comună în 1936, care găzduiește Foyer des Campagnes. Comuna organizează aici diverse activități, inclusiv expoziții de picturi pe timpul verii. Chenarul de la intrare poartă data de 1552[128].
- Casa achiziționată de comună în 1905 a găzduit, între 1905 și 2016, biroul poștal[129]. Acesta a fost înlocuit în 2016 cu un Relais La Poste, situat într-un magazin din noul sat. Clădirea datează din secolul al XIX-lea.
- Fântânile de pe strada Puits[130]. Cele două fântâni păstrate în sat au fost construite în secolul al XVII-lea. Ambele sunt acoperite, având o formă ogivală.
- Fântâna de pe strada Saint-Jean-Baptiste[131]. Are o adâncime de aproximativ paisprezece metri.
- Vestigiul unui turn medieval de pe strada Tasco[132].
- Ferma de la Tuilière[133].
- Moara Brûlat[134].
- Capela Notre-Dame-de-la-Compassion[135], denumită uneori Notre-Dame-de-la-Consolation, este situată într-un mic parc împădurit sub sat. Capela a servit drept parohie până la construirea actualei biserici din sat. Datează din anul 1090. Odinioară înconjurată de un cimitir, capela deține o piatră de prag provenită dintr-o stelă funerară antică aparținând unui marinar care a făcut parte din flota de la Forum Julii. Considerată parohia primitivă a satului Gassin, capela este încă folosită pentru celebrarea liturghiei cu ocazia sărbătorii satului.
- Burgul castral Bourrian[136].
- Uzina de torpile a Naval Group[137].
- Monumentul eroilor căzuți în războiul din 1914-1918[138]. A fost realizat de Henri-Paul Nénot, membru al Institut de France, care este înmormântat în cimitirul din Gassin, într-un mausoleu proiectat de el însuși.
- Reședința domeniului Barbeyrolles[139].
- Ferma din locul numit Saint-Martin[140].
- Moara din locul numit Saint-Martin[141].
- Ferma din locul numit Riboty[142].
- Ferma din locul numit Moulin-d’Eau[143].
- Ferma din locul numit Médecin-Champagne[144].
- Stâna din locul numit Gourbenet[145].
- Castelul din locul numit Château Bertaud sau Château de Bertaud[146].
- Ferma din locul numit Carteyron[147].
- Capela Saint-Julien din locul numit Cambon[148]. Capelă în stil romanic, a fost integrată într-o clădire privată.
- Biserica parohială Notre-Dame-de-l’Assomption (uneori numită în mod eronat biserica Saint-Laurent, din cauza confuziei cu sfântul patron al satului)[149]. Finalizată în 1557 sau 1558, a fost consacrată în 1582. Clopotnița era o fostă turn de veghe. Cranele acestui turn-clopotniță au fost distruse în timpul Revoluției Franceze. Biserica este construită pe stâncă, în jurul unei nave dreptunghiulare, cu două travee de bolți care se sprijină pe patru stâlpi.
- Construcția de intrare în satul medieval, Poarta Sarazinilor[150].
- 120 clădiri datând din al doilea sfert al secolului al XV-lea până în a doua jumătate a secolului al XVI-lea[151].

#### Alte locuri și monumente

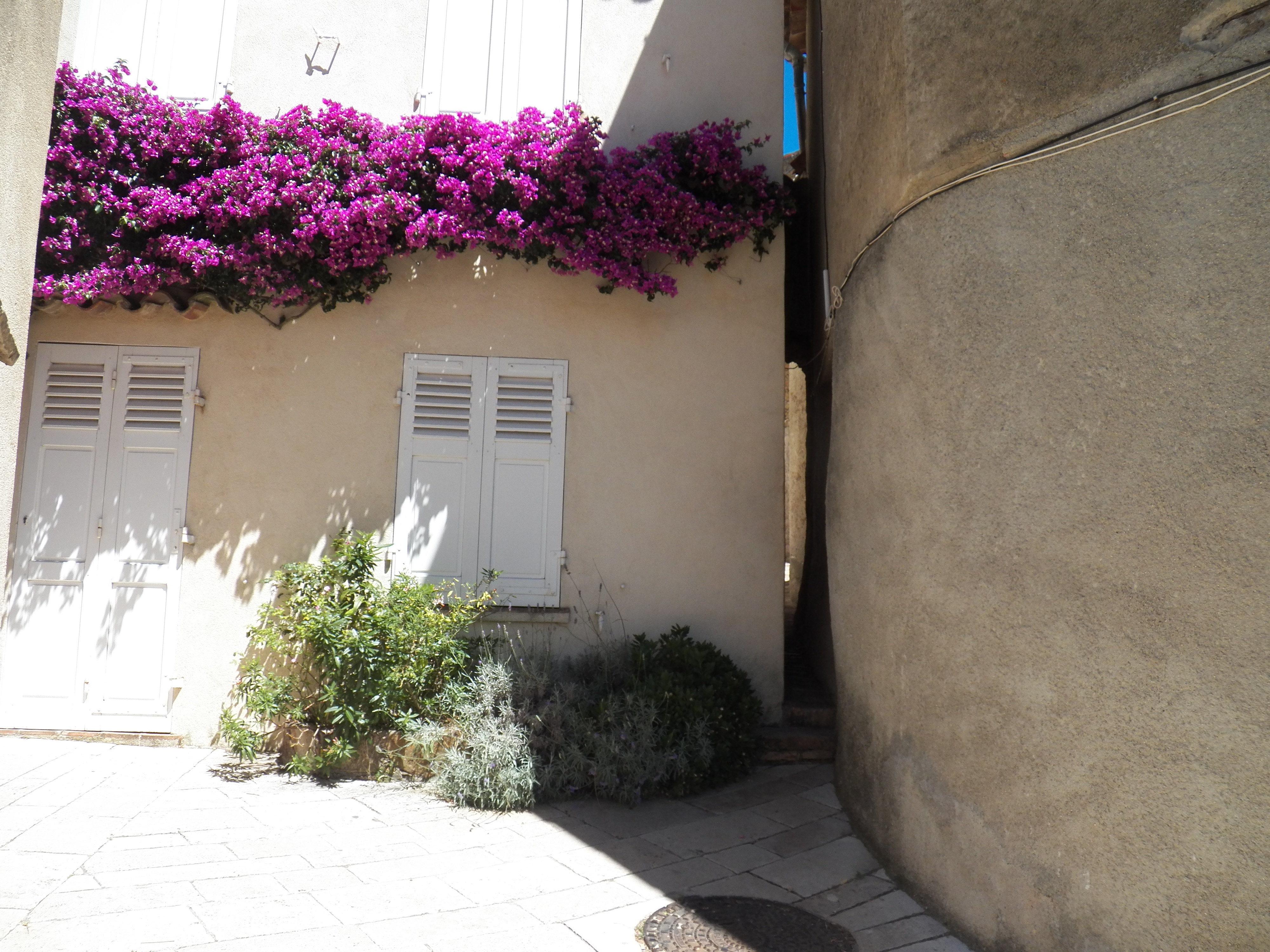
L’Androuno din Gassin, numită „cea mai îngustă stradă din lume”.

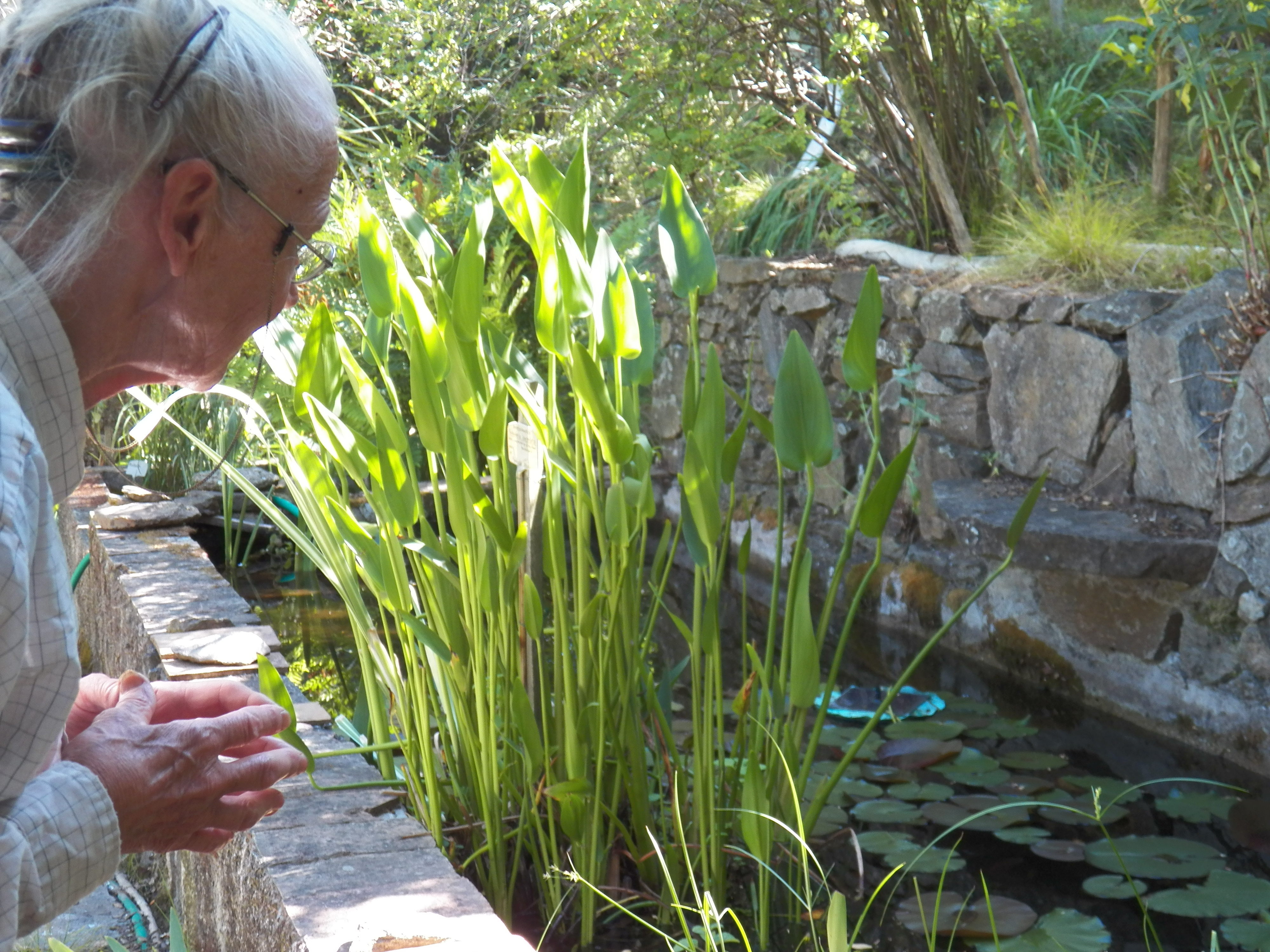
Marie-Thérèse L’Hardy-Halos în inima grădinii L’Hardy-Denonain.

Comuna se mândrește cu faptul că deține „cea mai îngustă stradă din lume”, L’Androuno, un nume care înseamnă alee în provensală. Străzi similare existau în numeroase sate din Provence. Această alee, care nu permite trecerea unui om din față, este considerată o curiozitate locală. În cel mai îngust punct, măsoară doar 29 de centimetri.
Capela Saint-Laurent este situată în cartierul omonim din Gassin. Astăzi aflată în ruină, ea adăpostea până în 1778 relicvele Sfântului Laurențiu.
Capela Saint-Sébastien, numită și capela Penitenților Albi, se afla lângă fântâna de pe strada Saint-Jean-Baptiste. Un cimitir se afla în apropiere. Penitenții din Gassin au fost subiectul unei cenzuri episcopale în anul 1754.
Comuna găzduiește un blockhaus de tip R680 în cartierul La Foux. Acest bunker a fost construit în timpul celui de-Al Doilea Război Mondial de armata germană, cu scopul de a preveni un debarcament aliat în cadrul Zidului Mediteranean. Debarcarea din Provence s-a desfășurat parțial în această zonă: forța Alpha în apropiere de Cavalaire-sur-Mer și La Croix-Valmer, iar forța Delta la Sainte-Maxime. Amplasat pe un teren privat, bunkerul face obiectul unei convenții între proprietarul privat și primărie, pentru a permite unei secțiuni locale a organizației Souvenir français să se ocupe de întreținerea locului.
Pe o suprafață de aproape 2.500 m², grădina privată a lui Marie-Thérèse L’Hardy-Halos, accesibilă gratuit, găzduiește câteva sute de specii vegetale mediteraneene și provensale. Creată de Germaine L’Hardy-Denonain în 1973, grădina a primit în 2009 eticheta oficială „Jardin remarquable” din partea Ministerului Culturii. Este unul dintre locurile care participă la evenimentul Rendez-vous aux jardins, organizat anual de Ministerul Comunicațiilor, și la Zilele Patrimoniului.
Comuna, care adăpostea odinioară Pinul de Bertaud, un pin umbrelă cu o circumferință a trunchiului și o înălțime remarcabile, găzduiește astăzi unul dintre cei mai bătrâni măslini din Franța.

### Patrimoniul natural

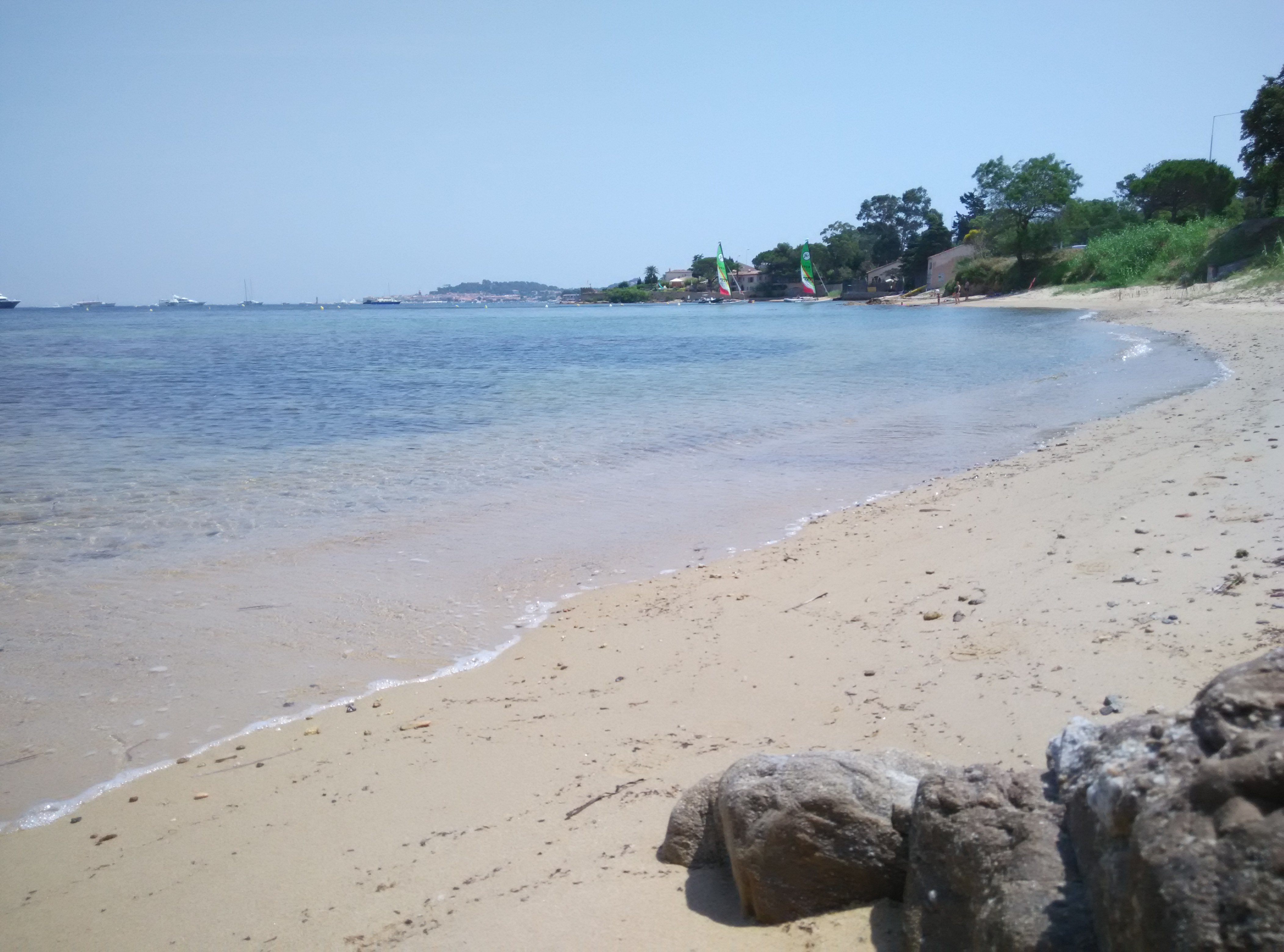
Plaja La Moune.

Comuna dispune de trei plaje pe litoralul său: plaja La Moune, care găzduiește o școală de navigație, și plajele Treizain și Bouillabaisse, pe care Gassin le împarte cu Saint-Tropez, punctează litoralul gassinois. Un traseu de coastă permite explorarea unei părți din țărmul mării din Gassin.
Trei trasee marcate au fost amenajate. Pornind de la mini-stadionul din noul sat, Boucles de l’Arlatane oferă ocazia de a descoperi pădurea provensală, în special datorită panourilor botanice amplasate de-a lungul traseului. Poteca se întinde pe o lungime totală de 3,5 kilometri. O zonă de picnic a fost amenajată în apropierea izvorului Arlatane.
Traseul către capela Notre-Dame-de-la-Consolation este un circuit de 4,1 kilometri. Acesta urmează drumul care oferă o priveliște asupra masivului Maures, apoi coboară prin pădure și printre viile din Gassin, înainte de a urca din nou către o stână și capelă.
Ultimul traseu, cu o lungime de 16,9 kilometri, coboară până la La Croix-Valmer înainte de a urca înapoi spre sat. Traseul include o mică porțiune din GR 51.
Speciile vegetale de pe teritoriul comunei Gassin sunt caracteristice zonelor mediteraneene. Pădurile sunt formate în principal din stejari pufosi, stejari verzi și pini umbrelă. De asemenea, aici cresc și pini albi de Provence. Pe Place Deï Barri și în jurul satului se găsesc Micocoulieri de Provence.

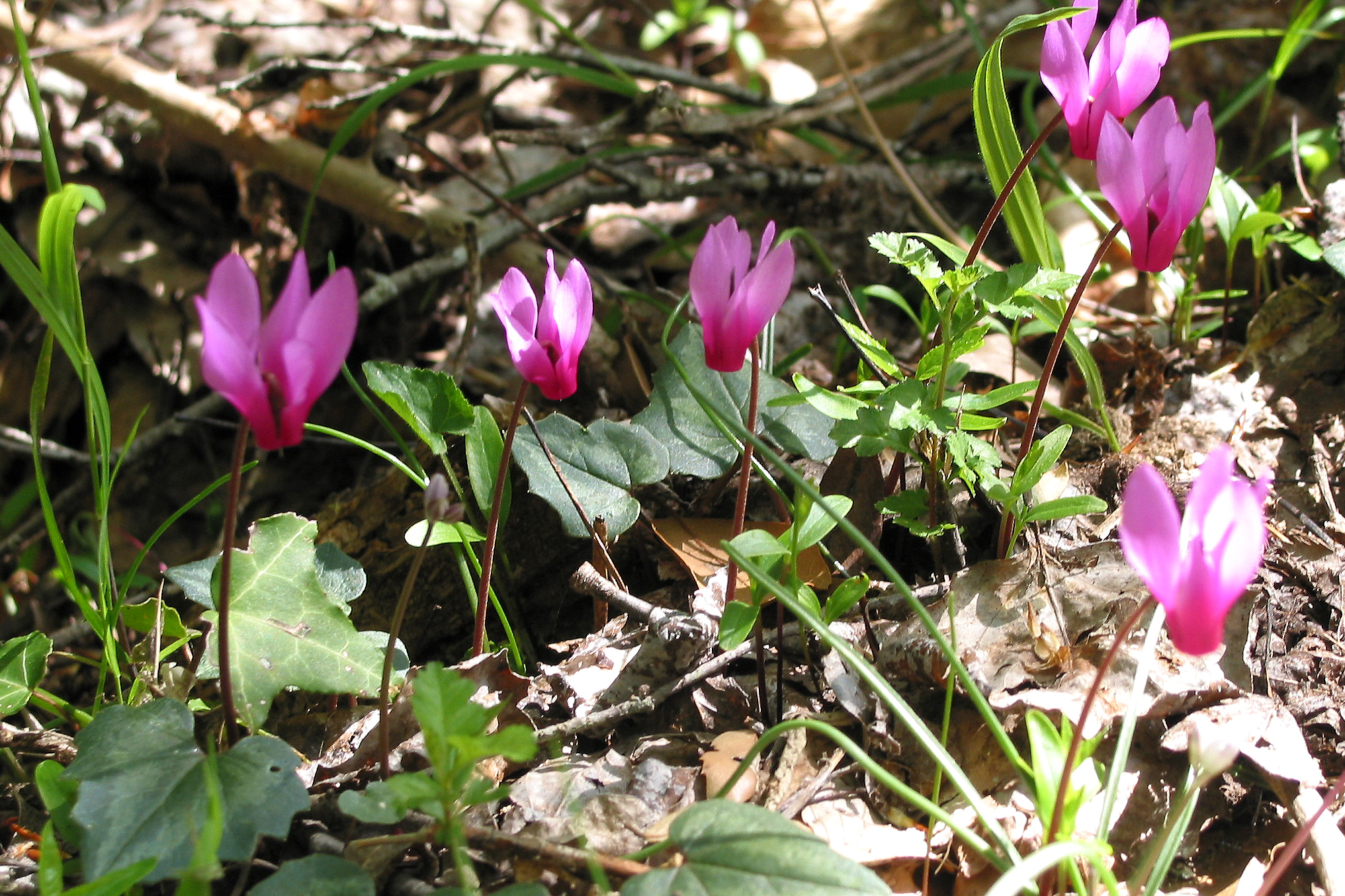
Cyclamen repandum este considerat indigen în singura pădure din Bestagne, Franța.

Pădurea Bestagne este singura din Franța unde Cyclamen repandum este considerat indigen. Unele habitate sunt considerate remarcabile în cadrul zonelor naturale: asociațiile terestre cu isoetes, desișurile de dafin, galeriile de plopi și pădurile de roșcov.
Aceste elemente, împreună cu fauna provensală în general, sunt valorificate în grădina remarcabilă L’Hardy-Denonain, dar și pe un traseu de descoperire din pădurea municipală. Panouri botanice au fost instalate pe o parte a traseului Boucles de l’Arlatane.
Teritoriul comunei este situat în două zone naturale de interes ecologic, faunistic și floristic de tip II: ZNIEFF 83-103-100, denumită „Maures din Peninsula Saint-Tropez”, și ZNIEFF 83-200-100, denumită „Maures”.
Fauna include 14 specii de interes patrimonial, printre care țestoasa lui Hermann, singura țestoasă terestră din Franța. Gassin se numără printre comunele în care se aplică planul național de acțiune pentru protecția țestoasei lui Hermann.
Șerparul Jean-le-Blanc, șoimul rândunelelor și ciușul mic (Otus scops) sunt specii aviare determinante, alături de ciocănitori mari (Dendrocopos major) și de ortolani (Emberiza hortulana).
Alte specii de interes patrimonial includ țestoasele de baltă europene (Emys orbicularis) și șopârlele ocelate (Timon lepidus) pentru reptile.
Cardiophorus exaratus, Amaurops abeillei, Amaurops aberrans și Amaurops tholini, trei specii de gândaci din subfamilia Pselaphinae, Anoxia écussonnée și Anoxia australe, două specii de cărăbuși, Cyclops Halicyclops septentrionalis, un crustaceu din subclasa Copepoda, și, în final, melcul fără cochilie Deroceras chevallieri sunt alte animale remarcabile.
Gassin face parte din aria optimă de adeziune (AOA) a Parcului Național Port-Cros.

#### Prezența lupului
Lupul a fost prezent în trecut în zonă, fapt dovedit de toponime precum Val de Bois (denumit anterior Valle Lobose), cartierul Louboues și Colle du Loup: o mică înălțime situată în unghiul format de pârâul care marchează granița dintre Saint-Tropez și țărmul mării.
Între secolele al XVI-lea și al XVIII-lea, lupul, prezent în mod semnificativ în zonă, era perceput ca un animal dăunător. Acesta era responsabil de atacuri, în special din cauza acțiunii rabiei. Au fost instituite recompense pentru capturarea lui, iar mai mulți lupi au fost uciși în această perioadă. Lupul a fost eradicat din Provence în secolul al XIX-lea.
Lupul este din nou prezent la începutul secolului XXI.

#### Un câmp de scoici Pinna nobilis
În 2018, observatorul marin a descoperit, în largul castelului Bertaud, un câmp de scoici Pinna nobilis care acoperă aproximativ 15.000 m². Acest sit este excepțional datorită concentrației unei populații de aceeași vârstă (2-3 ani) și densității sale, care este mai mare decât cea a altor câmpuri din zonă, depășind populația de Pinna nobilis din Parcul Național Port-Cros. Potrivit biologului marin Nardo Vicente, aceasta reprezintă cea mai mare densitate de pe întregul litoral mediteranean.
Prezența acestei specii, protejată în Franța, pare a fi un factor blocant pentru vânzarea sitului fostei uzine de torpile din Gassin de către Naval Group.

### Personalități
- Emmanuelle Béart, actriță